# Mohamed Ali Mahjoubi
Mohamed Ali Mahjoubi (Tunisi, 28 dicembre 1966) è un ex calciatore tunisino, di ruolo centrocampista.

## Carriera

### Club
Ha giocato nel campionato tunisino e tedesco, dove ha vestito la maglia dell'Eintracht Braunschweig.

### Nazionale
Con la maglia della Nazionale ha esordito nel 1985, collezionando 82 presenze in dieci anni, oltre ad una partecipazione alla Coppa d'Africa e una alle Olimpiadi.